# Discografia dei Dream Theater
Questa voce contiene l'intera discografia dei Dream Theater, gruppo musicale progressive metal statunitense. La discografia, che va dal 1989 fino al 2025, comprende sedici album in studio, undici album dal vivo, tre raccolte, tre EP e oltre venti singoli, a cui vanno aggiunti svariati bootleg ufficiali e pubblicazioni rese disponibili unicamente ai relativi fan club ufficiali.

## Discografia

### Album in studio
| Anno                                                                          | Titolo | Classifiche | Classifiche | Classifiche | Classifiche | Classifiche | Classifiche | Classifiche | Classifiche | Classifiche | Classifiche | Classifiche | Certificazioni                   |
| Anno                                                                          | Titolo | USA         | FIN         | FRA         | GER         | JPN         | ITA         | NLD         | NOR         | SWE         | SWI         | UK          | Certificazioni                   |
| ----------------------------------------------------------------------------- | --- | ----------- | ----------- | ----------- | ----------- | ----------- | ----------- | ----------- | ----------- | ----------- | ----------- | ----------- | -------------------------------- |
| 1989                                                                          | When Dream and Day Unite - Pubblicato: 6 marzo 1989 - Etichetta: Mechanic, MCA - Formati: CD, LP, MC, download digitale                   | —           | —           | —           | —           | 98          | —           | —           | —           | —           | —           | —           |                                  |
| 1992                                                                          | Images and Words - Pubblicato: 7 luglio 1992 - Etichetta: Atco - Formati: CD, LP, MC, download digitale                                   | 61          | —           | —           | 94          | 30          | 88          | —           | —           | —           | —           | —           | - JPN: Oro - NLD: Oro - USA: Oro |
| 1994                                                                          | Awake - Pubblicato: 4 ottobre 1994 - Etichetta: East West - Formati: CD, 2 LP, MC, download digitale                                      | 32          | —           | —           | 15          | 7           | —           | 33          | —           | 5           | 12          | 65          | - JPN: Platino                   |
| 1997                                                                          | Falling into Infinity - Pubblicato: 23 settembre 1997 - Etichetta: East West - Formati: CD, 2 LP, MC, download digitale                   | 52          | 5           | 42          | 9           | 16          | 5           | 16          | 20          | 14          | 43          | 163         |                                  |
| 1999                                                                          | Metropolis Pt. 2: Scenes from a Memory - Pubblicato: 26 ottobre 1999 - Etichetta: Elektra - Formati: CD, 2 LP, download digitale          | 73          | 6           | 40          | 8           | 19          | 7           | 28          | 28          | 44          | 44          | 131         |                                  |
| 2002                                                                          | Six Degrees of Inner Turbulence - Pubblicato: 29 gennaio 2002 - Etichetta: Elektra - Formati: 2 CD, 2 LP, download digitale               | 46          | 2           | 17          | 12          | 15          | 5           | 14          | 16          | 12          | 52          | —           |                                  |
| 2003                                                                          | Train of Thought - Pubblicato: 14 novembre 2003 - Etichetta: Elektra - Formati: CD, LP, download digitale                                 | 53          | 9           | 24          | 16          | 12          | 11          | 21          | 9           | 9           | 44          | 146         |                                  |
| 2005                                                                          | Octavarium - Pubblicato: 7 giugno 2005 - Etichetta: Atlantic - Format: CD, 2 LP, MC, download digitale                                    | 36          | 2           | 18          | 15          | 10          | 2           | 9           | 9           | 4           | 25          | 72          |                                  |
| 2007                                                                          | Systematic Chaos - Pubblicato: 4 giugno 2007 - Etichetta: Roadrunner - Formati: CD, CD+DVD, LP, download digitale                         | 19          | 3           | 17          | 7           | 12          | 2           | 2           | 3           | 5           | 14          | 25          |                                  |
| 2009                                                                          | Black Clouds & Silver Linings - Pubblicato: 23 giugno 2009 - Etichetta: Roadrunner - Formati: CD, LP, download digitale                   | 6           | 1           | 9           | 3           | 8           | 5           | 3           | 7           | 3           | 9           | 23          |                                  |
| 2011                                                                          | A Dramatic Turn of Events - Pubblicato: 13 settembre 2011 - Etichetta: Roadrunner - Formati: CD, CD+DVD, 2 LP, download digitale          | 8           | 1           | 16          | 3           | 8           | 3           | 2           | 5           | 3           | 6           | 17          |                                  |
| 2013                                                                          | Dream Theater - Pubblicato: 24 settembre 2013 - Etichetta: Roadrunner - Formati: CD, CD+DVD, 2 LP, download digitale                      | 7           | 2           | 18          | 4           | 1           | 2           | 4           | 4           | 5           | 5           | 15          |                                  |
| 2016                                                                          | The Astonishing - Pubblicato: 29 gennaio 2016 - Etichetta: Roadrunner - Formati: 2 CD, 4 LP, download digitale                            | 11          | 2           | 13          | 5           | 10          | 3           | 4           | 2           | 3           | 5           | 11          |                                  |
| 2019                                                                          | Distance over Time - Pubblicato: 22 febbraio 2019 - Etichetta: Inside Out - Formati: CD, 2 LP+CD, 2 CD+BD+DVD, download digitale          | 24          | 20          | 16          | 1           | 10          | 4           | 3           | 3           | 4           | 1           | 12          |                                  |
| 2021                                                                          | A View from the Top of the World - Pubblicato: 22 ottobre 2021 - Etichetta: Inside Out - Formati: CD, 2 LP+CD, 2 CD+BD, download digitale | 52          | 1           | 30          | 2           | 8           | 9           | 3           | 13          | 21          | 3           | 21          |                                  |
| 2025                                                                          | Parasomnia - Pubblicato: 7 marzo 2025 - Etichetta: Inside Out - Formati: CD, 2 LP+CD, 2 CD+BD, download digitale                          | 41          | 6           | 15          | 3           | 12          | 8           | 4           | 9           | 9           | 2           | 23          |                                  |
| "—" indica una pubblicazione non classificata o non pubblicata in quel Paese. | |             |             |             |             |             |             |             |             |             |             |             |                                  |

### Album dal vivo
| Anno                                                                          | Titolo | Classifiche | Classifiche | Classifiche | Classifiche | Classifiche | Classifiche | Classifiche | Classifiche | Classifiche | Classifiche |
| Anno                                                                          | Titolo | USA         | FIN         | FRA         | GER         | ITA         | JPN         | NLD         | NOR         | SWI         | UK          |
| ----------------------------------------------------------------------------- | --- | ----------- | ----------- | ----------- | ----------- | ----------- | ----------- | ----------- | ----------- | ----------- | ----------- |
| 1993                                                                          | Live at the Marquee - Pubblicato: 3 settembre 1993 - Etichetta: Warner Music - Formati: CD, LP, MC, download digitale                                   | —           | —           | —           | 36          | —           | 36          | 57          | —           | —           | —           |
| 1998                                                                          | Once in a LIVEtime - Pubblicato: 27 ottobre 1998 - Etichetta: East West - Formati: CD, MC, download digitale                                            | 157         | —           | —           | 59          | —           | 49          | 58          | —           | —           | —           |
| 2001                                                                          | Live Scenes from New York - Pubblicato: 11 settembre 2001 - Etichetta: Elektra - Formati: 3 CD, download digitale                                       | 120         | —           | 117         | 71          | 23          | 60          | —           | —           | —           | —           |
| 2004                                                                          | Live at Budokan - Pubblicato: 5 ottobre 2004 - Etichetta: Atlantic - Formati: 3 CD, 4 LP, download digitale                                             | —           | —           | —           | 91          | 46          | 63          | 91          | —           | —           | —           |
| 2006                                                                          | Score: 20th Anniversary World Tour - Pubblicato: 29 agosto 2006 - Etichetta: Rhino - Formati: 3 CD, 4 LP, download digitale                             | 134         | 36          | —           | 40          | 14          | 50          | 34          | 18          | 72          | 94          |
| 2020                                                                          | Distant Memories - Live in London - Pubblicato: 27 novembre 2020 - Etichetta: Inside Out - Formati: 3 CD+2 DVD, 3 CD+2 BD, 4 LP+3 CD, download digitale | —           | 13          | 122         | 9           | 39          | —           | 31          | —           | 9           | 81          |
| 2021                                                                          | Images and Words - Live in Japan, 2017 - Pubblicato: 25 giugno 2021 - Etichetta: Inside Out - Formati: CD, 2 LP+CD, download digitale                   | —           | —           | —           | 20          | —           | —           | 85          | —           | 19          | —           |
| 2022                                                                          | ...And Beyond - Live in Japan, 2017 - Pubblicato: 8 aprile 2022 - Etichetta: Inside Out - Formati: CD, 2 LP+CD, download digitale                       | —           | —           | —           | 55          | —           | —           | —           | —           | 50          | —           |
| 2022                                                                          | Live in Berlin (2019) - Pubblicato: 12 agosto 2022 - Etichetta: Inside Out - Formati: 2 CD, 2 LP+2 CD, download digitale                                | —           | —           | —           | 48          | —           | —           | —           | —           | 27          | —           |
| 2022                                                                          | Live at Wacken (2015) - Pubblicato: 9 dicembre 2022 - Etichetta: Inside Out - Formati: CD, 2 LP+CD, download digitale                                   | —           | —           | —           | —           | —           | —           | —           | —           | —           | —           |
| 2023                                                                          | Live at Madison Square Garden (2010) - Pubblicato: 13 gennaio 2023 - Etichetta: Inside Out - Formati: CD, 2 LP+CD, download digitale                    | —           | —           | —           | —           | —           | —           | —           | —           | —           | —           |
| "—" indica una pubblicazione non classificata o non pubblicata in quel Paese. | |             |             |             |             |             |             |             |             |             |             |

### Raccolte
| Anno                                                                          | Titolo | Classifiche | Classifiche | Classifiche | Classifiche | Classifiche | Classifiche | Classifiche | Classifiche | Classifiche | Classifiche |
| Anno                                                                          | Titolo | US          | FIN         | GER         | JPN         | ITA         | NLD         | NOR         | SWE         | SWI         | UK          |
| ----------------------------------------------------------------------------- | --- | ----------- | ----------- | ----------- | ----------- | ----------- | ----------- | ----------- | ----------- | ----------- | ----------- |
| 2008                                                                          | Greatest Hit (...and 21 Other Pretty Cool Songs) - Pubblicato: 1º aprile 2008 - Etichetta: Rhino - Formati: CD, download digitale | 122         | —           | 77          | 28          | 37          | 52          | 12          | 46          | 62          | 113         |
| 2013                                                                          | Happy Holidays from Dream Theater - Pubblicato: 25 dicembre 2013 - Etichetta: Autoprodotto - Formati: download digitale           | —           | 28          | 25          | —           | —           | —           | —           | —           | 20          | —           |
| 2023                                                                          | Distance over Time Demos (2018) - Pubblicato: 10 febbraio 2023 - Etichetta: Inside Out - Formati: CD, 2 LP+CD, download digitale  | —           | —           | —           | —           | —           | —           | —           | —           | —           | —           |
| "—" indica una pubblicazione non classificata o non pubblicata in quel Paese. | |             |             |             |             |             |             |             |             |             |             |

## Extended play
| 1995                                                                          | A Change of Seasons - Pubblicato: 19 settembre 1995 - Etichetta: East West, Elektra, WEA - Formati: CD, MC, download digitale | 58 | 17 | 50 | 16 | 39 | 13 | 88 |
| 2008                                                                          | Forsaken EP - Pubblicato: 5 aprile 2008 - Etichetta: Roadrunner - Formati: download digitale                                  | —  | —  | —  | —  | —  | —  | —  |
| 2009                                                                          | Wither - Pubblicato: 14 settembre 2009 - Etichetta: Roadrunner - Formati: download digitale                                   | —  | —  | —  | —  | —  | —  | —  |
| "—" indica una pubblicazione non classificata o non pubblicata in quel Paese. | |    |    |    |    |    |    |    |

## Singoli
| Anno | Titolo                                                 | Classifiche | Album di provenienza                            |
| Anno | Titolo                                                 | USA Main.   | Album di provenienza                            |
| ---- | ------------------------------------------------------ | ----------- | ----------------------------------------------- |
| 1992 | Pull Me Under                                          | 10          | Images and Words                                |
| 1993 | Another Day                                            | 22          | Images and Words                                |
| 1994 | Lie                                                    | 38          | Awake                                           |
| 1994 | The Silent Man                                         | —           | Awake                                           |
| 1997 | Hollow Years                                           | —           | Falling into Infinity                           |
| 1999 | Home                                                   | —           | Metropolis Pt. 2: Scenes from a Memory          |
| 2000 | Through Her Eyes                                       | —           | Metropolis Pt. 2: Scenes from a Memory          |
| 2009 | A Rite of Passage                                      | —           | Black Clouds & Silver Linings                   |
| 2009 | Stargazer                                              | —           | Black Clouds & Silver Linings - Special Edition |
| 2009 | Tenement Funster/Flick of the Wrist/Lily of the Valley | —           | Black Clouds & Silver Linings - Special Edition |
| 2009 | Odyssey                                                | —           | Black Clouds & Silver Linings - Special Edition |
| 2009 | Take Your Fingers from My Hair                         | —           | Black Clouds & Silver Linings - Special Edition |
| 2009 | Larks Tongues in Aspic Pt. 2                           | —           | Black Clouds & Silver Linings - Special Edition |
| 2011 | On the Backs of Angels                                 | —           | A Dramatic Turn of Events                       |
| 2013 | The Enemy Inside                                       | —           | Dream Theater                                   |
| 2014 | Illumination Theory                                    | —           | Dream Theater                                   |
| 2015 | The Gift of Music                                      | —           | The Astonishing                                 |
| 2016 | Our New World (featuring Lzzy Hale)                    | —           | The Astonishing                                 |
| 2018 | Untethered Angel                                       | —           | Distance Over Time                              |
| 2019 | Fall into the Light                                    | —           | Distance Over Time                              |
| 2019 | Paralyzed                                              | —           | Distance Over Time                              |
| 2020 | Pale Blue Dot                                          | —           | Distant Memories - Live in London               |
| 2020 | Fatal Tragedy                                          | —           | Distant Memories - Live in London               |
| 2020 | The Holiday Spirit Carries On                          | —           | /                                               |
| 2021 | The Alien                                              | —           | A View from the Top of the World                |
| 2021 | Invisible Monster                                      | —           | A View from the Top of the World                |
| 2024 | Night Terror                                           | —           | Parasomnia                                      |
| 2024 | A Broken Man                                           | —           | Parasomnia                                      |
| 2025 | Midnight Messiah                                       | —           | Parasomnia                                      |

## Singoli promozionali
| Anno | Titolo                     | Classifiche | Album di provenienza      |
| Anno | Titolo                     | US Main.    | Album di provenienza      |
| ---- | -------------------------- | ----------- | ------------------------- |
| 1993 | Take the Time              | 29          | Images and Words          |
| 1994 | Caught in a Web            | —           | Awake                     |
| 1997 | Burning My Soul            | 33          | Falling into Infinity     |
| 1998 | You Not Me                 | 40          | Falling into Infinity     |
| 2003 | As I Am                    | —           | Train of Thought          |
| 2007 | Constant Motion            | —           | Systematic Chaos          |
| 2007 | Forsaken                   | —           | Systematic Chaos          |
| 2011 | Build Me Up, Break Me Down | —           | A Dramatic Turn of Events |
| 2013 | The Looking Glass          | —           | Dream Theater             |

## Videografia

### Film
| Anno | Titolo                                                                                      |
| ---- | ------------------------------------------------------------------------------------------- |
| 2013 | Dream Theater: Live at Luna Park - Pubblicato: 19 settembre 2013 - Diretto da: Mike Leonard |

### Album video
| Anno                                                                          | Titolo | Classifiche | Classifiche | Classifiche | Classifiche | Classifiche | Classifiche | Classifiche | Classifiche | Certificazioni               |
| Anno                                                                          | Titolo | US          | AUT         | FIN         | GER         | ITA         | NLD         | NOR         | SWE         | Certificazioni               |
| ----------------------------------------------------------------------------- | --- | ----------- | ----------- | ----------- | ----------- | ----------- | ----------- | ----------- | ----------- | ---------------------------- |
| 1993                                                                          | Images and Words: Live in Tokyo - Pubblicato: 16 novembre 1993 - Etichetta: Atlantic, East West - Formati: VHS                                                       | 13          | —           | —           | —           | —           | —           | —           | —           |                              |
| 1998                                                                          | 5 Years in a LIVEtime - Pubblicato: 27 ottobre 1998 - Etichetta: East West - Formati: VHS                                                                            | —           | —           | —           | —           | —           | —           | —           | —           |                              |
| 2001                                                                          | Metropolis 2000: Scenes from New York - Pubblicato: 20 marzo 2001 - Etichetta: Elektra - Formati: VHS, DVD                                                           | 5           | —           | 2           | —           | —           | —           | 1           | —           | - ARG: Platino - US: Oro     |
| 2004                                                                          | Images and Words: Live in Tokyo/5 Years in a Livetime - Pubblicato: 29 giugno 2004 - Etichetta: Rhino - Formati: DVD                                                 | 9           | —           | —           | —           | —           | —           | 3           | —           | - ARG: Platino - US: Platino |
| 2004                                                                          | Live at Budokan - Pubblicato: 5 ottobre 2004 - Etichetta: Atlantic - Formati: 2 DVD, BD                                                                              | 4           | —           | 3           | —           | —           | —           | 9           | —           | - ARG: Platino - US: Platino |
| 2006                                                                          | Score: 20th Anniversary World Tour - Pubblicato: 29 agosto 2006 - Etichetta: Rhino - Formati: 2 DVD                                                                  | 1           | 3           | 1           | —           | 2           | —           | 2           | —           | - ARG: Platino - US: Platino |
| 2008                                                                          | Chaos in Motion 2007-2008 - Pubblicato: 30 settembre 2008 - Etichetta: Roadrunner - Formati: 2 DVD, 2 DVD+3 CD, download digitale                                    | 2           | —           | 22          | 37          | 1           | 3           | 1           | 16          |                              |
| 2013                                                                          | Live at Luna Park - Pubblicato: 4 novembre 2013 - Etichetta: Eagle Rock Productions - Formati: 2 DVD, BD, 2 DVD+3 CD, BD+3 CD                                        | 1           | —           | 1           | 17          | 5           | 11          | —           | 1           | - US: Oro                    |
| 2014                                                                          | Breaking the Fourth Wall - Live from the Boston Opera House - Pubblicato: 30 settembre 2014 - Etichetta: Roadrunner - Formati: 2 DVD, BD, BD+3 CD, download digitale | —           | —           | 1           | 28          | 2           | 2           | —           | 1           |                              |
| "—" indica una pubblicazione non classificata o non pubblicata in quel Paese. | |             |             |             |             |             |             |             |             |                              |

### Video musicali
| Anno | Titolo                 | Regista                    |
| ---- | ---------------------- | -------------------------- |
| 1992 | Pull Me Under          | David Roth                 |
| 1992 | Take the Time          | Chris Painter              |
| 1993 | Another Day            | Chris Painter              |
| 1994 | Lie                    | Ralph Ziman                |
| 1994 | The Silent Man         | Pamela Birkhead            |
| 1997 | Hollow Years           | Axel Baur                  |
| 2007 | Constant Motion        | Andrew Bennett             |
| 2008 | Forsaken               | Yasufumi Soejima           |
| 2009 | A Rite of Passage      | Ramon Boutiviseth          |
| 2009 | Wither                 | Ramon Boutiviseth          |
| 2011 | On the Backs of Angels | Ramon Boutiviseth          |
| 2013 | The Enemy Inside       | Bill Fishman               |
| 2014 | The Looking Glass      |                            |
| 2016 | The Gift of Music      |                            |
| 2016 | Our New World          |                            |
| 2018 | Untethered Angel       |                            |
| 2019 | Fall into the Light    | Wayne Joyner               |
| 2019 | Paralyzed              | Wayne Joyner               |
| 2019 | Barstool Warrior       | Wayne Joyner               |
| 2019 | At Wit's End           | Wayne Joyner               |
| 2020 | Pale Blue Dot (Live)   | Pierre & François Lamoreux |
| 2020 | Fatal Tragedy (Live)   | Pierre & François Lamoreux |
| 2021 | The Alien              | Wayne Joyner               |
| 2021 | Invisible Monster      | William "Wombat" Felch     |
| 2021 | Awaken the Master      | Wayne Joyner               |
| 2022 | Transcending Time      | Wayne Joyner               |
| 2023 | Answering the Call     | Wayne Joyner               |
| 2024 | Night Terror           |                            |
| 2025 | Midnight Messiah       | Mike Leonard               |

## Altre pubblicazioni

### Fanclub
- 1996 – International Fanclub Christmas CD
- 1997 – International Fanclub Christmas CD 1997 - The Making of Falling into Infinity
- 1998 – International Fan Clubs Christmas CD 1998 - Once in a LIVEtime Outtakes
- 1999 – Cleaning Out the Closet
- 2000 – Scenes from a World Tour
- 2001 – Four Degrees of Radio Edits
- 2002 – Taste the Memories
- 2003 – Graspop Festival 2002
- 2004 – A Sort of Homecoming
- 2005 – A Walk Beside the Band (DVD)
- 2006 – Romavarium (DVD)
- 2007 – Images and Words - 15th Anniversary Performance Live in Bonn, Germany - 6/16/07
- 2008 – Progressive Nation 2008

### Bootleg ufficiali
Demo Series
- 2003 – The Majesty Demos 1985-1986
- 2004 – When Dream and Day Unite Demos 1987-1989
- 2005 – Images and Words Demos 1989-1991
- 2006 – Awake Demos 1994
- 2007 – Falling into Infinity Demos 1996-1997
- 2009 – Train of Thought Instrumental Demos 2003

Live Series
- 2003 – Los Angeles, California 5/18/98
- 2004 – Tokyo, Japan 10/28/95
- 2005 – When Dream and Day Reunite
- 2005 – When Dream and Day Reunite (DVD)
- 2006 – Old Bridge, New Jersey 12/14/96
- 2007 – New York City 3/4/93
- 2007 – Bucharest, Romania 7/4/02 (DVD)
- 2009 – Santiago, Chile 12/6/05 (DVD)

Studio Series
- 2003 – The Making of Scenes from a Memory
- 2009 – The Making of Falling into Infinity

Cover Series
- 2004 – Master of Puppets
- 2005 – The Number of the Beast
- 2006 – Dark Side of the Moon
- 2007 – Made in Japan
- 2009 – Uncovered 2003-2005